# Xã Cedar Butte, Quận Pennington, South Dakota
Xã Cedar Butte (tiếng Anh: Cedar Butte Township) là một xã thuộc quận Pennington, tiểu bang Nam Dakota, Hoa Kỳ. Năm 2010, dân số của xã này là 42 người.